# Olle Larsson (byggentreprenör)
Carl Olof (Olle) Larsson, född 12 september 1968, är en svensk byggföretagare.
Olle Larsson utbildade sig i ekonomi vid Uppsala universitet och har arbetat med logistik på Rusta. År 1990 var han medgrundare av byggföretaget BLT projektering, vilket 2008 övergick i bygg- och fastighetsföretaget Sisyfosgruppen Holding AB. Bolaget äger bland andra fastigheter sedan 2013 Venngarns slott i Sigtuna kommun och sedan 2018 Dragon Gate i Älvkarleby kommun. 
Han driver tillsammans med hustrun travhästgården Söderby gård i Odensala.
Olle Larsson är gift och har fyra döttrar.